# Elsemiek Hillen
Elsemiek Hillen, född den 30 september 1959 i Haag, Nederländerna, är en nederländsk landhockeyspelare.
Hon tog OS-guld i damernas landhockeyturnering i samband med de olympiska landhockeytävlingarna 1984 i Los Angeles.